# Condylostylus miripes
Condylostylus miripes är en tvåvingeart som beskrevs av Octave Parent 1933. Condylostylus miripes ingår i släktet Condylostylus och familjen styltflugor.
Artens utbredningsområde är Guyana. Inga underarter finns listade i Catalogue of Life.